# 郡上市立高鷲小学校
郡上市立高鷲小学校 （ぐじょうしりつ たかすしょうがっこう）は、岐阜県郡上市高鷲町にある公立小学校。

## 通学区域
- 通学区域は高鷲町鮎走、高鷲町切立、高鷲町正ケ洞、高鷲町中洞、高鷲町向鷲見、高鷲町大小洞である。公立中学校の進学先は郡上市立高鷲中学校である[1]。

## 沿革
- 1873年（明治6年） - 中切村に中切学校が開校。
- 1874年（明治7年） - 中切村が鷲見中切村に改称する。
- 1875年（明治8年） - 鷲見中切村、向鷲見村、穴洞村、正ヶ洞村が合併し、大鷲村が発足。
- 1876年（明治9年） - 高鷲小学校に改称する。
- 1880年（明治13年） - 大鷲小学校に改称する。
- 1886年（明治19年） - 大鷲小学校が大鷲簡易科小学校に改称する。
- 1897年（明治30年）4月1日 - 大鷲村、鮎立村、西洞村、鷲見村が合併し、高鷲村が発足。
- 1900年（明治33年） - 大鷲尋常小学校に改称する。
- 1903年（明治36年） - 下鮎立尋常小学校を統合する。
- 1908年（明治41年） - 鷲見尋常小学校、西洞尋常小学校、切立尋常小学校を統合し、高鷲尋常高等小学校に改称する。
- 1941年（昭和16年）4月1日 - 高鷲国民学校に改称する。
- 1947年（昭和22年）4月1日 - 高鷲村立高鷲小学校に改称する。蛭ヶ野（現・郡上市高鷲町ひるがの）に大日分校を設置。
- 1950年（昭和25年）
  - 4月1日 - 大日分校が大日小学校として分立する。
  - 6月27日 - 切立上野冬季分校を設置。
- 1951年（昭和26年） - 下地分校を設置。
- 1955年（昭和30年） - 鷲見上野冬季分校を設置。
- 1965年（昭和40年） - 下地分校を廃止。
- 1966年（昭和41年） - 現在地に新校舎が完成。
- 1976年（昭和51年） - 大洞分校、切立分校を廃止。
- 1995年（平成7年）3月 - 鷲見分校、西洞分校、大日小学校が統合され、高鷲北小学校が開校する。
- 2004年（平成16年）3月1日 - 八幡町、大和町、白鳥町、高鷲村、美並村、和良村、明宝村が合併し、郡上市が発足。同時に郡上市立高鷲小学校に改称する。